# Síndrome da disfunção de múltiplos órgãos
A síndrome de disfunção de múltiplos órgãos, também chamada síndrome da falência de múltiplos órgãos (SFMO), é caracterizada pela deterioração aguda de dois ou mais órgãos, resultando em perda da função dos órgãos acometidos. Uma das causas mais comuns SFMO é a sepse (choque séptico).

## Definição
A SFMO pode ser definida como uma complexa manifestação patológica subaguda, desencadeada por trauma inespecífico e grave. Desenvolve-se após um hiato variável de tempo em que há aparente estabilidade do paciente. Como exemplos de traumas indutores, podem ser mencionados: politraumatismos acidentais, queimaduras extensas, circulação extracorpórea, contusões pulmonares, múltiplas transfusões, pancreatite aguda, aspiração pulmonar, infecções difusas, entre outros. Em geral, o trauma primário não está anatomicamente associado às futuras lesões multiorgânicas.
A SFMO está sempre vinculada a elevada morbidade e mortalidade devido à gravidade da deterioração multiorgânica, que é progressiva e universal, secundária ao desenvolvimento de lesões difusas do tipo isquemia/reperfusão. A deterioração de múltiplos órgãos é evidenciada clinicamente e ocorre de maneira progressiva. A degradação sistêmica, ou seja, o comprometimento fisiológico gradativo dos diversos sistemas ocorre à medida que os vários órgãos entram em desequilíbrio funcional. Entre os órgãos mais atingidos por lesões múltiplas progressivas, estão os pulmões (síndrome da angústia respiratória do adulto, SARA); os rins (síndrome da insuficiência renal pós-traumática); o estômago (úlceras de estresse); fígado (insuficiência hepática pós-traumática); além de lesões cardíacas pós-traumáticas, lesões cerebrais pós-traumáticas, lesões multiglandulares, lesões intestinais, alterações do perfil de coagulação e imunitário, entre muitas outras alterações.

## História
Em 1958 foi estabelecida a primeira UTI multidisciplinar no mundo, no Baltimore City Hospital e, em seguida, no Presbyterian Hospital, da University of Pittsburgh. Diversos outros hospitais, naquele mesmo ano, estabeleceram serviços semelhantes. Tratava-se de um conceito revolucionário: a adoção de protocolos e técnicas avançadas, bem como a colocação de equipamentos complexos, destinados aos tratamentos de diversas patologias muito graves numa mesma área geográfica do hospital. O critério básico para a admissão dos pacientes críticos seria um prognóstico de mortalidade próximo a 100%  se não fossem submetidos a condutas excepcionalmente eficazes. Atualmente, a taxa de mortalidade média das UTIs situa-se entre 12 e 28%.[carece de fontes?]
Apesar da redução da mortalidade altamente significativa que ocorreu nas UTIs, certas patologias quase desconhecidas para os médicos de então, começaram a encabeçar os percentuais de mortalidade. Curiosamente, tais lesões não tinham correlação com o local primariamente traumatizado. Essas graves manifestações patológicas começaram a surgir em associação ao prolongamento da vida pós-traumática desses pacientes. Tais patologias eram, principalmente, a SARA, a hemorragias digestiva por úlceras de estresse, a insuficiência renal pós-traumática, a insuficiência hepática pós-traumática, as alterações intestinais, cardíacas, cerebrais, hormonais, hematológicas, inflamatórias, etc.
Em 1972,  Granville Garcia de Oliveira, após seguir por alguns anos, em UTIs, muitos casos clínicos de SFMO, comparando com os achados de suas respectivas necropsias, passou a aventar a possibilidade da ocorrência de uma aberração cibernética do Sistema Nervoso Central, associada à Reação de Alarma que ocorreria em resposta aos traumas. E, com base em trabalho experimental de Maire&Patton (1956), de Oliveira et al. (1974) utilizando a técnica da microneurocirurgia esterotáxica para provocar microlesões eletrolíticas em diversos núcleos do hipotálamo e do trato solitário, lograram reproduzir, em ratos Wistar, múltiplas lesões secundárias idênticas àquelas encontradas nos casos clínicos da SFMO, como a SARA, as úlceras de estresse, as lesões renais, entre outras tantas. Estes resultados reforçaram, de forma insofismável, a possível participação de defeitos cibernéticos do SNC induzidos pela Reação de Alarma como a base da SFMO. Nesse contexto, de Oliveira et al (1975, 1979, 1980) consideraram e verificaram experimentalmente, várias outras possibilidades fisiopatológicas, inclusive a indução pela sepse. No entanto, a sepse só ocorre em apenas 35% dos casos de SFMO, sendo, simplesmente, mais uma modalidade de trauma indutor da Reação de Alarma. 
Em palestra levada a cabo no Brigham and Women’s Hospital, da Harvard Medical School, em 1981, Granville Garcia de Oliveira evidenciou que o corpo clínico de elevada qualidade daquela universidade não tinha, ainda, tomado conhecimento da existência daquela síndrome. E, por isso, foi convidado pelo Diretor do Departamento de Medicina Interna e Cardiologia, Eugene Braunwald, para aprofundar, no seu laboratório, as pesquisas sobre assunto tão palpitante.
A nomenclatura desta síndrome assume outras denominações, como síndrome pós-traumática secundária ou síndrome da disfunção de múltiplos órgãos. E, em agosto de 1991, o American College of Chest Physicians/ Society of Critical Care Medicine Consensus Conference assumiu a nomenclatura Síndrome da Resposta Inflamatória Sistêmica (SIRS) assumindo o entendimento consensual da linha infectológica americana, que atribui à sepse a  base fisiopatológica da síndrome.
Em 1997, o Diretor da School of Medicine of the Tufts University, Louis Lasagna,MD; o Diretor do Food and Drug Administration, Michael Weintraub,MD; o Diretor de Medicine and Cardiology da Harvard Medical School, Eugene Braunwald, MD; o Director da Respiratory Diseases Branch do National Institutes of Health, Joel Moss, MD, entre outros, indicaram o nome de Granville Garcia de Oliveira para o Karolinska Institutet, de Stockholm, para Nobel Prize of Physiology or Medicine, pela descoberta da síndrome da falência de múltiplos órgãos.

## Epidemiologia
Marshall et al (1995) referem que cerca de 15% dos internados em UTIs americanas desenvolvem a SFMO, que é responsável por 80% de todas as mortes. Existe uma incidência de 195 mil casos nos Estados Unidos (75 casos por 100 mil habitantes), com uma mortalidade variando de 25 a 100%. A SARA é a maior fator contributivo na mortalidade por SFMO. A SFMO é a maior causa de mortes em UTIs cirúrgicas. Tran et al referem que a incidência de SFMO situa-se  entre 8 e 42% em pacientes politraumatizados, com uma mortalidade de 24 a 100%. Outros autores referem que a mortalidade média da SFMO ficaria situada em 30%. Quando dois órgãos são comprometidos, a mortalidade situar-se-ia em 60%; três órgãos ficaria em 85% e com quatro órgãos atingiria os 100%. 
. 

## Fisiopatologia
Os traumas graves induzem a eclosão da chamada Reação de Alarma, pelo Sistema Nervoso Central (SNC) com a participação de inúmeros efetores periféricos(EP). Ocorre, portanto, um fenômeno inapropriado “em cascata”, com características inflamatórias explosivas. Neste fenômeno, efetores primários, agem sobre o Sistema, mas, também, ativam efetores secundários. Que, por sua vez, também agem sobre o Sistema, e ativam efetores terciários. Neste contexto, são liberados e ativados mais de cem fatores, como as catecolaminas, as cininas, as prostaglandinas, a histamina, a serotonina, a acetilcolina, os derivados do óxido nítrico, os leucócitos, os hormônios relacionados ao stress, como o cortisol, os derivados purinérgicos, os peptídeos opioides, o sistema imunológico, o sistema de coagulação, os fatores cardiodepressores, entre outros tantos. E, assim, por diante, criando um amplo quadro delineado, a priori, para prover a recuperação do Sistema. O objetivo dessa complexa reação seria prover a recuperação do equilíbrio sistêmico. No entanto, num percentual de casos, ocorre a fixação inapropriada do processo, conduzindo à deterioração universal do Sistema. E, tal hipótese fica reforçada, pelo fato que os neurodepressores, em geral, atuam como fatores protetores contra o desenvolvimento da SFMO. Granville Garcia de Oliveira assim descreveu a sequência fisiopatológica que caracteriza a síndrome:
1)-Fase de vasoconstrição, trombose e isquemia, composta pelos componentes:
a)-Fator vasoconstrição e baixo fluxo.
b)- Fator lesão endotelial.
c)- Fator hipercoagulabilidade.
2)-Fase de deterioração metabólica vascular. Composta por:
a)-Fator hiporresponsividade e dilatação vasculares.
b)- Fator hipermermeabilidade e reperfusão vasculares.
c)-Fator necrose vascular e micro-hemorrágico.
Como resultado final deste complexo processo, praticamente todos órgãos do corpo sofrerão o desencadear de intenso edema intersticial, lesões vasculares com hemorragias difusas, extensas, comprometendo a funcionalidade dos sistemas atingidos. E, a degradação final do equilíbrio universal do organismo, com a falência sequencial de todos os órgãos.
A primeira descrição detalhada sobre a síndrome da disfunção de múltiplos órgãos foi publicada em 1974, pelo médico brasileiro Granville Garcia de Oliveira. O trabalho lhe valeu a indicação para receber o Nobel de Medicina.